# Казыбекбийский район (Карагандинская область)
Казыбекбийский район, (каз. Қазыбек би ауданы) — административно-территориальная единица в составе Каркаралинского округа, Восточно-Казахстанской и Карагандинской областей, существовавшая в 1928—1963 и 1964—1997 годах. Центр — поселок Егиндыбулак.
Район был образован в 1928 году в составе Каркаралинского округа Казакской АССР под названием Кувский район (каз. Қу ауданы). В 1930 году передан в прямое подчинение Казакской АССР. В 1932 году включён в состав Восточно-Казахстанской области. 4 июля 1934 года Кувский район был передан в Каркаралинский округ.
29 июля 1936 года Кувский район был передан в Карагандинскую область. В это время в его состав входили следующие сельские (аульные) советы: Аркалыкский, Балыктыкольский, Бастальский, Буркиттинский, Дастарский, Догаланский, Едрейский, Мыржыкский, Сартауский и Шарыктинский.
В 1955 году в состав района вошёл Алгабасский с/с упразднённого Абралинского района Семипалатинской области. В том же году был образован Абайский с/с.
В 1956 году Едрейский с/с был присоединён к Аркалыкскому, Достарский — к Балыктыкольскому, Мыржыкский — к Сартаускому. Бастальский с/с был переименован в Егиндыбулакский. Образованы Комсомольский и Шоптыкольский с/с.
В 1957 году Алгабасский с/с был присоединён к Буркиттинскому.
В 1961 году Догаланский с/с был присоединён к Сарытаускому, Шоптыкольский — к Шарыктинскому.
В 1962 году Буркиттинский с/с был переименован в Алгабасский.
2 января 1963 года Кувский район был упразднён, а его территория передана в Каркаралинский район.
31 декабря 1964 года район был восстановлен в прежнем составе (Алгабасский, Аркалыкский, Балыктыкольский, Егиндыбулакский, Комсомольский, Сарытауский и Шарыктинский с/с) под названием Егиндыбулакский район.
В 1975 году образован Айрыкский с/с.
В 1977 году Алгабасский с/с отошёл к Талдинскому району.
В 1986 году образован Каракольский с/с.
В 1988 году Алгабасский с/с был возвращён из Талдинского района в Егиндыбулакский.
В 1990 году Алгабасский с/с был передан в Абралинский район Семипалатинской области.
4 мая 1993 года Егиндыбулакский район был переименован в Казыбекбийский район.
23 мая 1997 года Казыбекбийский район был упразднён. При этом вся территория была передана в Каркаралинский район.